# Marcillac-Saint-Quentin
Pour les articles homonymes, voir Marcillac et Saint-Quentin (homonymie).
Marcillac-Saint-Quentin est une commune française située dans le département de la Dordogne, en région Nouvelle-Aquitaine.

## Géographie

### Généralités
Dans le quart sud-est du département de la Dordogne, en Périgord noir, la commune de Marcillac-Saint-Quentin est bordée au nord-est par la Grande Beune. C'est une commune rurale qui fait partie de l'aire d'attraction de Sarlat-la-Canéda, zonage d’étude défini par l'Insee, qui a remplacé en 2020 l'aire urbaine de Sarlat-la-Canéda dont elle faisait partie.
À l'écart des routes principales, le petit bourg de Saint-Quentin où est implantée la mairie se situe, en distances orthodromiques, sept kilomètres au nord de Sarlat-la-Canéda et treize kilomètres au sud-sud-est de Montignac-Lascaux. Le village de Marcillac est situé deux kilomètres plus au nord-ouest.
Principale voie d'accès à la commune, la route départementale (RD) 704 sert en grande partie de limite territoriale à l'est.

### Communes limitrophes
Marcillac-Saint-Quentin est limitrophe de six autres communes. Au sud-ouest, son territoire est distant d'environ 400 mètres de celui de Marquay.
|                  | La Chapelle-Aubareil    | Saint-Geniès             |
| Tamniès          | Marcillac-Saint-Quentin | Saint-Crépin-et-Carlucet |
| Sarlat-la-Canéda |                         | Proissans                |

### Géologie et relief

#### Géologie
Situé sur la plaque nord du Bassin aquitain et bordé à son extrémité nord-est par une frange du Massif central, le département de la Dordogne présente une grande diversité géologique. Les terrains sont disposés en profondeur en strates régulières, témoins d'une sédimentation sur cette ancienne plate-forme marine. Le département peut ainsi être découpé sur le plan géologique en quatre gradins différenciés selon leur âge géologique. Marcillac-Saint-Quentin est située dans le troisième gradin à partir du nord-est, un plateau formé de calcaires hétérogènes du Crétacé.
Les couches affleurantes sur le territoire communal sont constituées de formations superficielles du Quaternaire datant du Cénozoïque et de roches sédimentaires du Mésozoïque. La formation la plus ancienne, notée c3b-c, date du Coniacien moyen à supérieur, composée de calcaires bioclastiques grossiers et quartzeux jaunes à bryozoaires et gastéropodes, à niveaux gréseux (formation des Eyzies). La formation la plus récente, notée Fy3-z, fait partie des formations superficielles de type alluvions subactuelles à actuelles. Le descriptif de ces couches est détaillé dans  la feuille « no 808 - Sarlat-la-Canéda » de la carte géologique au 1/50 000 de la France métropolitaine, et sa notice associée.

Carte géologique de Marcillac-Saint-Quentin.

#### Relief et paysages
Le département de la Dordogne se présente comme un vaste plateau incliné du nord-est (491 m, à la forêt de Vieillecour dans le Nontronnais, à Saint-Pierre-de-Frugie) au sud-ouest (2 m à Lamothe-Montravel). L'altitude du territoire communal varie quant à elle entre 121 m et 327 m,.
Dans le cadre de la Convention européenne du paysage entrée en vigueur en France le 1er juillet 2006, renforcée par la loi du 8 août 2016 pour la reconquête de la biodiversité, de la nature et des paysages, un atlas des paysages de la Dordogne a été élaboré sous maîtrise d’ouvrage de l’État et publié en octobre 2020. Les paysages du département s'organisent en huit unités paysagères et 14 sous-unités. La commune fait partie du Périgord noir, un paysage vallonné et forestier, qui ne s’ouvre que ponctuellement autour de vallées-couloirs et d’une multitude de clairières de toutes tailles. Il s'étend du nord de la Vézère au sud de la Dordogne (en amont de Lalinde) et est riche d’un patrimoine exceptionnel.
La superficie cadastrale de la commune publiée par l'Insee, qui sert de référence dans toutes les statistiques, est de 16,46 km2,,. La superficie géographique, issue de la BD Topo, composante du Référentiel à grande échelle produit par l'IGN, est quant à elle de 16,98 km2.

### Hydrographie

#### Réseau hydrographique
La commune est située dans le bassin de la Dordogne au sein du Bassin Adour-Garonne. Elle est drainée par la Grande Beune et par deux petits cours d'eau, qui constituent un réseau hydrographique de 7,5 km de longueur totale,.
La Grande Beune, d'une longueur totale de 22,79 km, prend sa source dans la commune de Saint-Geniès et se jette dans la Vézère en rive gauche au sud du bourg des Eyzies. Elle arrose la commune au nord-est sur près de trois kilomètres, lui servant de limite face à Tamniès sur près de deux kilomètres, en deux tronçons séparés.

Réseaux hydrographique et routier de Marcillac-Saint-Quentin.
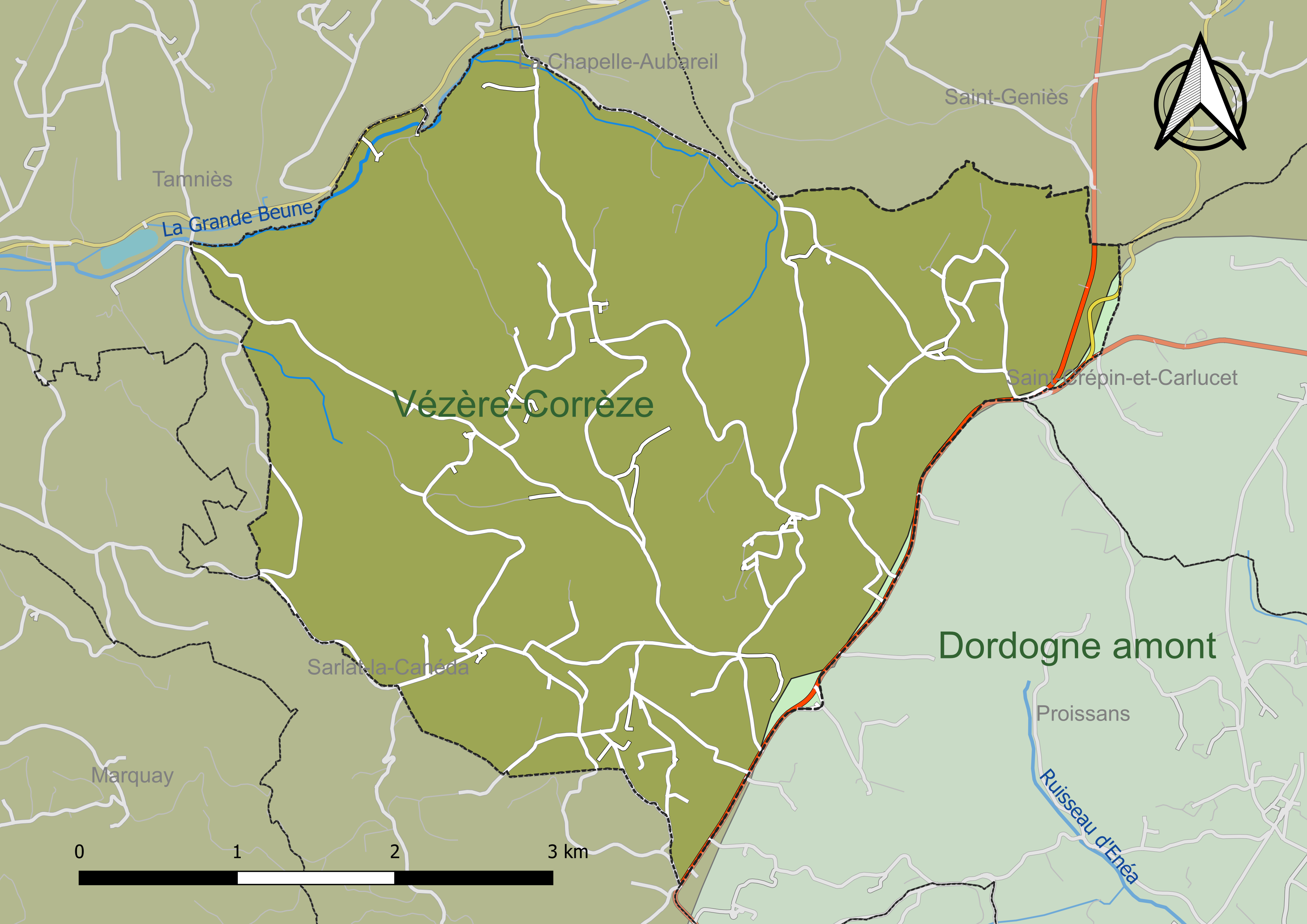
Carte des schémas d'aménagement et de gestion des eaux (SAGE) couvrant le territoire communal de Marcillac-Saint-Quentin.

#### Gestion et qualité des eaux
Le territoire communal est couvert par les schémas d'aménagement et de gestion des eaux (SAGE) « Dordogne amont » et « Vézère-Corrèze ». Le SAGE « Dordogne amont », dont le territoire s'étend des sources de la Dordogne jusqu'à la confluence de la Vézère à Limeuil, d'une superficie de 9 700 km2 est en cours d'élaboration. La structure porteuse de l'élaboration et de la mise en œuvre est l'établissement public territorial de bassin de la Dordogne (EPIDOR). Le SAGE « Vézère-Corrèze », dont le territoire regroupe les bassins versants de la Vézère et de la Corrèze, d'une superficie de 3 730 km2 est en cours d'élaboration. La structure porteuse de l'élaboration et de la mise en œuvre est le conseil départemental de la Corrèze. Ils définissent chacun sur leur territoire les objectifs généraux d’utilisation, de mise en valeur et de protection quantitative et qualitative des ressources en eau superficielle et souterraine, en respect des objectifs de qualité définis dans le troisième SDAGE  du Bassin Adour-Garonne qui couvre la période 2022-2027, approuvé le 10 mars 2022.
La quasi-totalité du territoire communal dépend du SAGE Vézère-Corrèze. Du nord-est au sud-est, seules quelques portions minimes font partie du bassin versant de l'Énéa et sont rattachées au SAGE Dordogne amont.
La qualité des eaux de baignade et des cours d’eau peut être consultée sur un site dédié géré par les agences de l’eau et l’Agence française pour la biodiversité.

### Climat
Pour des articles plus généraux, voir Climat de la Nouvelle-Aquitaine et Climat de la Dordogne.
Historiquement, la commune est exposée à un climat océanique aquitain.  
En 2020, Météo-France publie une typologie des climats de la France métropolitaine dans laquelle la commune est exposée à un climat océanique altéré et est dans la région climatique  Ouest et nord-ouest du Massif Central, caractérisée par une pluviométrie annuelle de 900 à 1 500 mm, maximale en automne et en hiver.
Pour la période 1971-2000, la température annuelle moyenne est de 12 °C, avec  une amplitude thermique annuelle de 15,2 °C. Le cumul annuel moyen de précipitations est de 949 mm, avec 11,5 jours de précipitations en janvier et 7,1 jours en juillet. Pour la période 1991-2020, la température moyenne annuelle observée sur la station météorologique la plus proche, située sur la commune de Salignac-Eyvigues à 9 km à vol d'oiseau, est de 13,0 °C et le cumul annuel moyen de précipitations est de 907,1 mm,. Pour l'avenir, les paramètres climatiques de la commune estimés pour 2050 selon différents scénarios d’émission de gaz à effet de serre sont consultables sur un site dédié publié par Météo-France en novembre 2022.

## Urbanisme

### Typologie
Au 1er janvier 2024, Marcillac-Saint-Quentin est catégorisée commune rurale à habitat dispersé, selon la nouvelle grille communale de densité à 7 niveaux définie par l'Insee en 2022.
Elle est située hors unité urbaine. Par ailleurs la commune fait partie de l'aire d'attraction de Sarlat-la-Canéda, dont elle est une commune de la couronne,. Cette aire, qui regroupe 45 communes, est catégorisée dans les aires de moins de 50 000 habitants,.

### Occupation des sols
L'occupation des sols de la commune, telle qu'elle ressort de la base de données européenne d’occupation biophysique des sols Corine Land Cover (CLC), est marquée par l'importance des territoires agricoles (54 % en 2018), en augmentation par rapport à 1990 (49,7 %). La répartition détaillée en 2018 est la suivante : 
forêts (46 %), zones agricoles hétérogènes (45,5 %), prairies (8,4 %). L'évolution de l’occupation des sols de la commune et de ses infrastructures peut être observée sur les différentes représentations cartographiques du territoire : la carte de Cassini (XVIIIe siècle), la carte d'état-major (1820-1866) et les cartes ou photos aériennes de l'IGN pour la période actuelle (1950 à aujourd'hui).

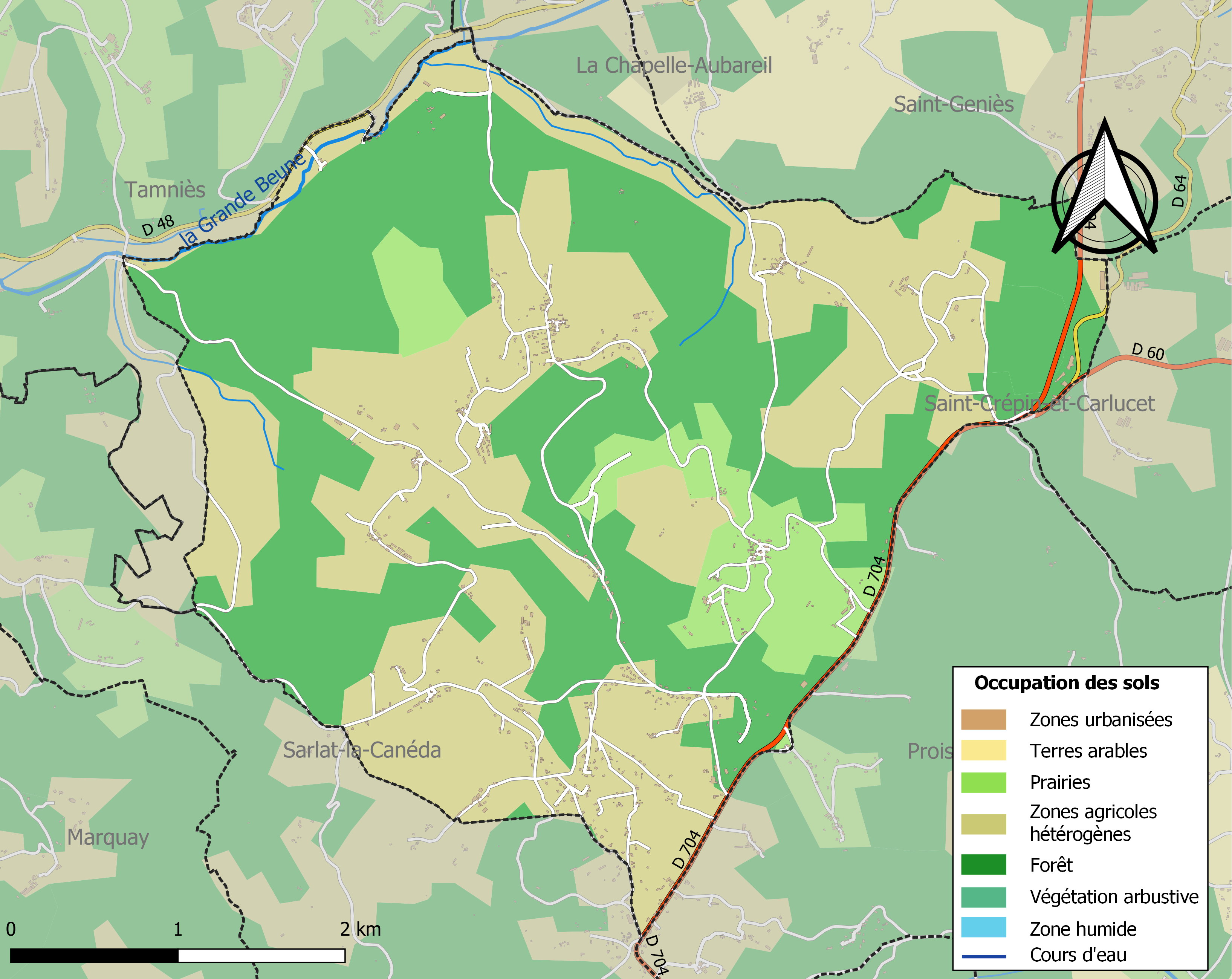
Carte des infrastructures et de l'occupation des sols de la commune en 2018 (CLC).

### Prévention des risques
Le territoire de la commune de Marcillac-Saint-Quentin est vulnérable à différents aléas naturels : météorologiques (tempête, orage, neige, grand froid, canicule ou sécheresse), feux de forêts et séisme (sismicité très faible). Un site publié par le BRGM permet d'évaluer simplement et rapidement les risques d'un bien localisé soit par son adresse soit par le numéro de sa parcelle.
Marcillac-Saint-Quentin est exposée au risque de feu de forêt. L’arrêté préfectoral du 14 mars 2013 fixe les conditions de pratique des incinérations et de brûlage dans un objectif de réduire le risque de départs d’incendie. À ce titre, des périodes sont déterminées : interdiction totale du 15 février au 15 mai et du 15 juin au 15 octobre, utilisation réglementée du 16 mai au 14 juin et du 16 octobre au 14 février. En septembre 2020, un plan inter-départemental de protection des forêts contre les incendies (PidPFCI) a été adopté pour la période 2019-2029,.
La commune a été reconnue en état de catastrophe naturelle au titre des dommages causés par les inondations et coulées de boue survenues en 1982, 1999 et 2013, par la sécheresse en 2011 et par des mouvements de terrain en 1999.

## Toponymie
En occitan, la commune porte le nom de Marcilhac e Sent Quentin.

## Histoire
En 1944, deux jeunes appartenant au groupement 36 des Chantiers de la jeunesse, sont tués sous le feu allemand dans la commune.

## Politique et administration

### Rattachements administratifs
Les communes de Marcillac et de Saint-Quentin ont, dès 1790, été rattachées au canton de Marquay qui dépendait du district de Sarlat jusqu'en 1795, date de suppression des districts. Lorsque ce canton est supprimé par la loi du 8 pluviôse an IX (28 janvier 1801)  portant sur la « réduction du nombre de justices de paix », les deux communes sont rattachées au canton de Sarlat (devenu canton de Sarlat-la-Canéda en 1965) dépendant de l'arrondissement de Sarlat (devenu l'arrondissement de Sarlat-la-Canéda en 1965).
En 1827, les communes de Marcillac et de Saint-Quentin fusionnent sous le nom de Marcillac-Saint-Quentin.

### Intercommunalité
Fin 2002, Marcillac-Saint-Quentin intègre la communauté de communes du Sarladais. Celle-ci est dissoute au 31 décembre 2010 et remplacée au 1er janvier 2011 par la communauté de communes du Périgord noir, renommée quelques mois plus tard en communauté de communes Sarlat-Périgord noir.

### Administration municipale
La population de la commune étant comprise entre 500 et 1 499 habitants au recensement de 2017, quinze conseillers municipaux ont été élus en 2020,.

### Liste des maires

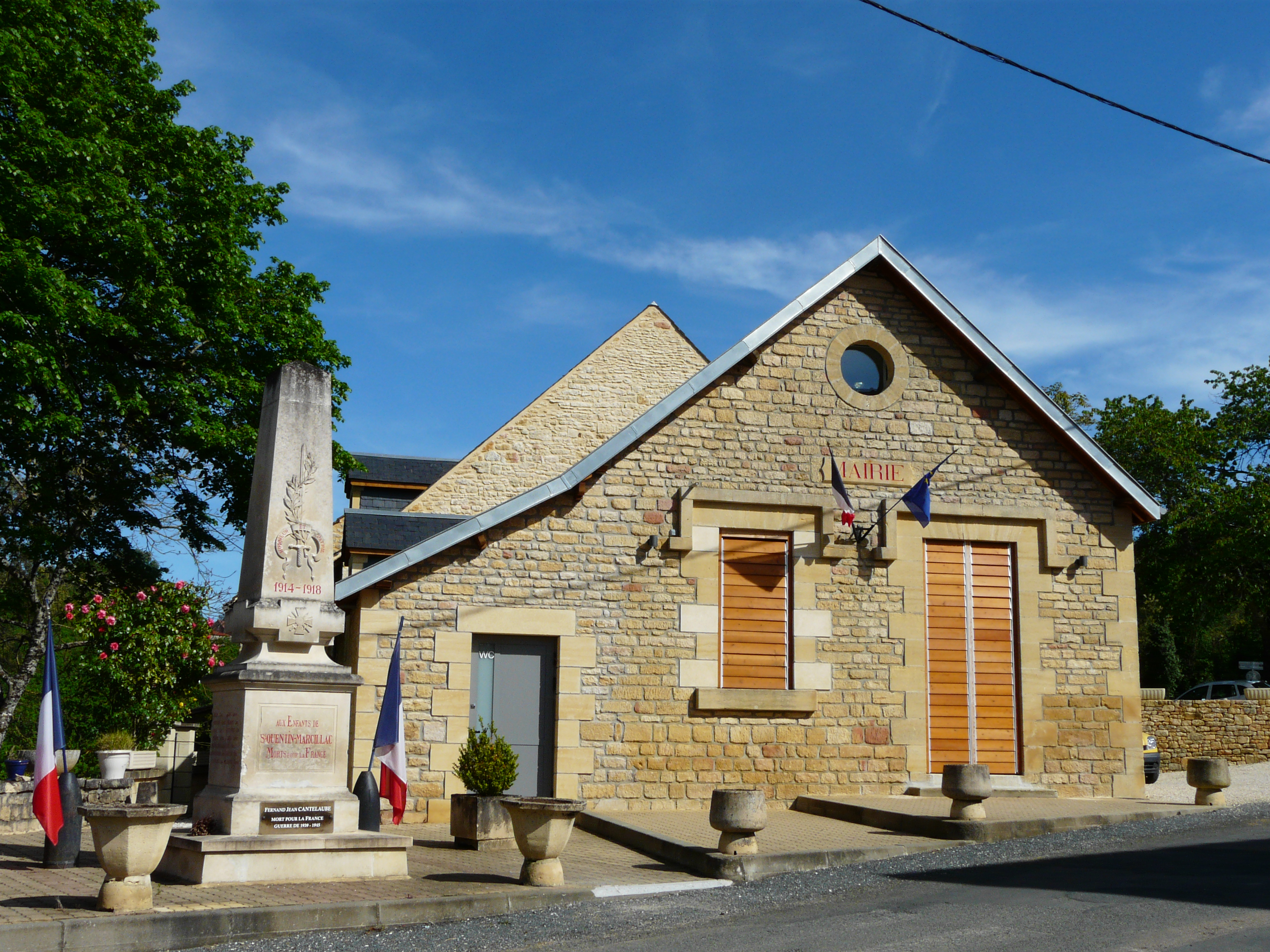
La mairie de Marcillac-Saint-Quentin.

| Période                                  | Période  | Identité            | Étiquette | Qualité  |
| ---------------------------------------- | -------- | ------------------- | --------- | -------- |
| Les données manquantes sont à compléter. |          |                     |           |          |
|                                          |          |                     |           |          |
| 1945                                     | 1974     | André Dubois        |           |          |
| 1974                                     | mai 2020 | Jean-Pierre Doursat | PS        | Retraité |
| mai 2020                                 | En cours | Michel André        |           |          |

## Équipements et services publics

### Justice
Dans le domaine judiciaire, Marcillac-Saint-Quentin relève : 
- du tribunal de proximité de Sarlat-la-Canéda ;
- du tribunal judiciaire, du tribunal pour enfants, du conseil de prud'hommes et du tribunal de commerce de Bergerac ;
- du pôle Nationalité du tribunal judiciaire de Périgueux (compétent uniquement dans le domaine de la nationalité) ;
- de la cour d'appel et de la  cour administrative d'appel de Bordeaux.

## Population et société

### Démographie

#### Démographie de Saint-Quentin
Jusqu'en 1827, les communes de Marcillac et de Saint-Quentin étaient indépendantes.
| 1793 | 1800 | 1806 | 1821 |
| ---- | ---- | ---- | ---- |
| 498  | 435  | 457  | 480  |

#### Démographie de Marcillac, puis de Marcillac-Saint-Quentin
L'évolution du nombre d'habitants est connue à travers les recensements de la population effectués dans la commune depuis 1793. Pour les communes de moins de 10 000 habitants, une enquête de recensement portant sur toute la population est réalisée tous les cinq ans, les populations de référence des années intermédiaires étant quant à elles estimées par interpolation ou extrapolation. Pour la commune, le premier recensement exhaustif entrant dans le cadre du nouveau dispositif a été réalisé en 2004.

En 2022, la commune comptait 839 habitants, en évolution de +7,43 % par rapport à 2016 (Dordogne : +0,37 %, France hors Mayotte : +2,11 %).
| 1793 | 1800 | 1806 | 1821 | 1831 | 1836 | 1841 | 1846 | 1851 |
| ---- | ---- | ---- | ---- | ---- | ---- | ---- | ---- | ---- |
| 120  | 97   | 117  | 112  | 575  | 603  | 479  | 450  | 628  |

| 1856 | 1861 | 1866 | 1872 | 1876 | 1881 | 1886 | 1891 | 1896 |
| ---- | ---- | ---- | ---- | ---- | ---- | ---- | ---- | ---- |
| 650  | 686  | 641  | 654  | 576  | 616  | 633  | 628  | 597  |

| 1901 | 1906 | 1911 | 1921 | 1926 | 1931 | 1936 | 1946 | 1954 |
| ---- | ---- | ---- | ---- | ---- | ---- | ---- | ---- | ---- |
| 567  | 586  | 580  | 486  | 477  | 445  | 442  | 438  | 412  |

| 1962 | 1968 | 1975 | 1982 | 1990 | 1999 | 2004 | 2006 | 2009 |
| ---- | ---- | ---- | ---- | ---- | ---- | ---- | ---- | ---- |
| 378  | 406  | 407  | 454  | 598  | 664  | 728  | 756  | 791  |

| 2014 | 2019 | 2022 | - | - | - | - | - | - |
| ---- | ---- | ---- | - | - | - | - | - | - |
| 775  | 815  | 839  | - | - | - | - | - | - |

### Sports
- Le Football-club Sarlat-Marcillac[49] est engagé en Régional 2 pour la saison 2022-2023[50].

## Économie

### Emploi
En 2015, parmi la population communale comprise entre 15 et 64 ans, les actifs représentent 392 personnes, soit 50,8 % de la population municipale. Le nombre de chômeurs (quarante-cinq) est resté stable par rapport à 2010 et le taux de chômage de cette population active s'établit à 11,5 %.

### Établissements
Au 31 décembre 2015, la commune compte 82 établissements, dont trente-cinq au niveau des commerces, transports ou services, dix-huit dans la construction, dix-huit dans l'agriculture, la sylviculture ou la pêche, sept dans l'industrie, et quatre relatifs au secteur administratif, à l'enseignement, à la santé ou à l'action sociale.

### Entreprises
Créée en 2012 à Marcillac-Saint-Quentin, l'entreprise Doursat est « spécialisée dans la construction et la pose de structures métalliques » ; elle emploie 35 à 40 salariés pour un chiffre d'affaires de 7,5 millions d'euros.
En 2025, le Syndicat départemental des déchets de la Dordogne (SMD3) dispose de deux sites de tri des déchets pour le département, un à Coulounieix-Chamiers et l'autre à Marcillac-Saint-Quentin ; à côté du premier site se construit depuis l'automne 2024 un site plus important, plus moderne et plus rapide, qui devrait remplacer en 2026 les deux anciennes usines.

## Culture locale et patrimoine

### Lieux et monuments
- Château du Barry (ou repaire de Marcillac), XVe et XVIIe siècles[56].
- Château de Lasserre, datant du Moyen Âge et rénové au XIXe siècle[57].
- Église Saint-Laurent de Marcillac, avec chœur roman et chapelle du XVIe siècle[58].
- Église Saint-Quentin[58] du village de Saint-Quentin.

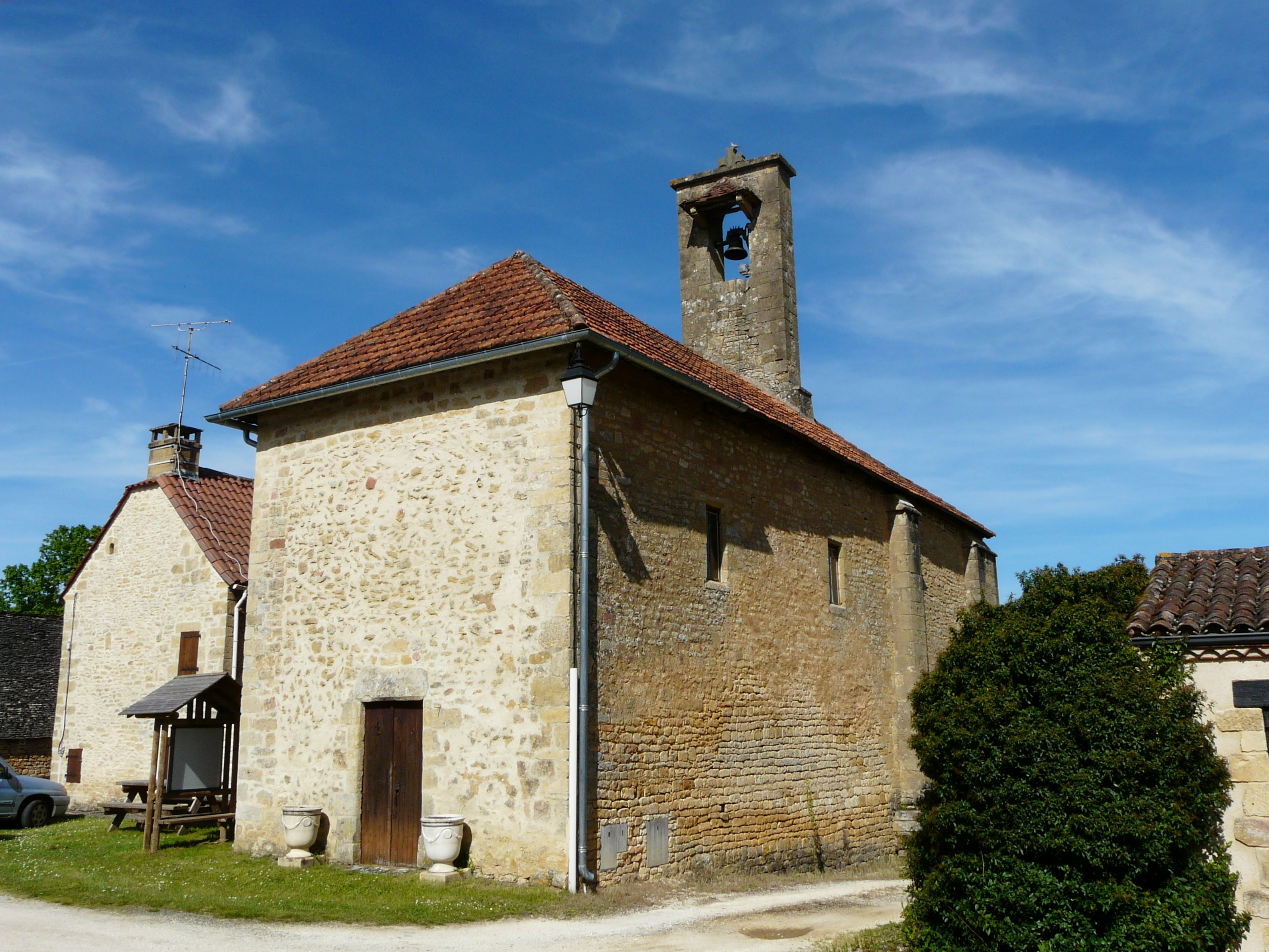
L'église Saint-Laurent de Marcillac.
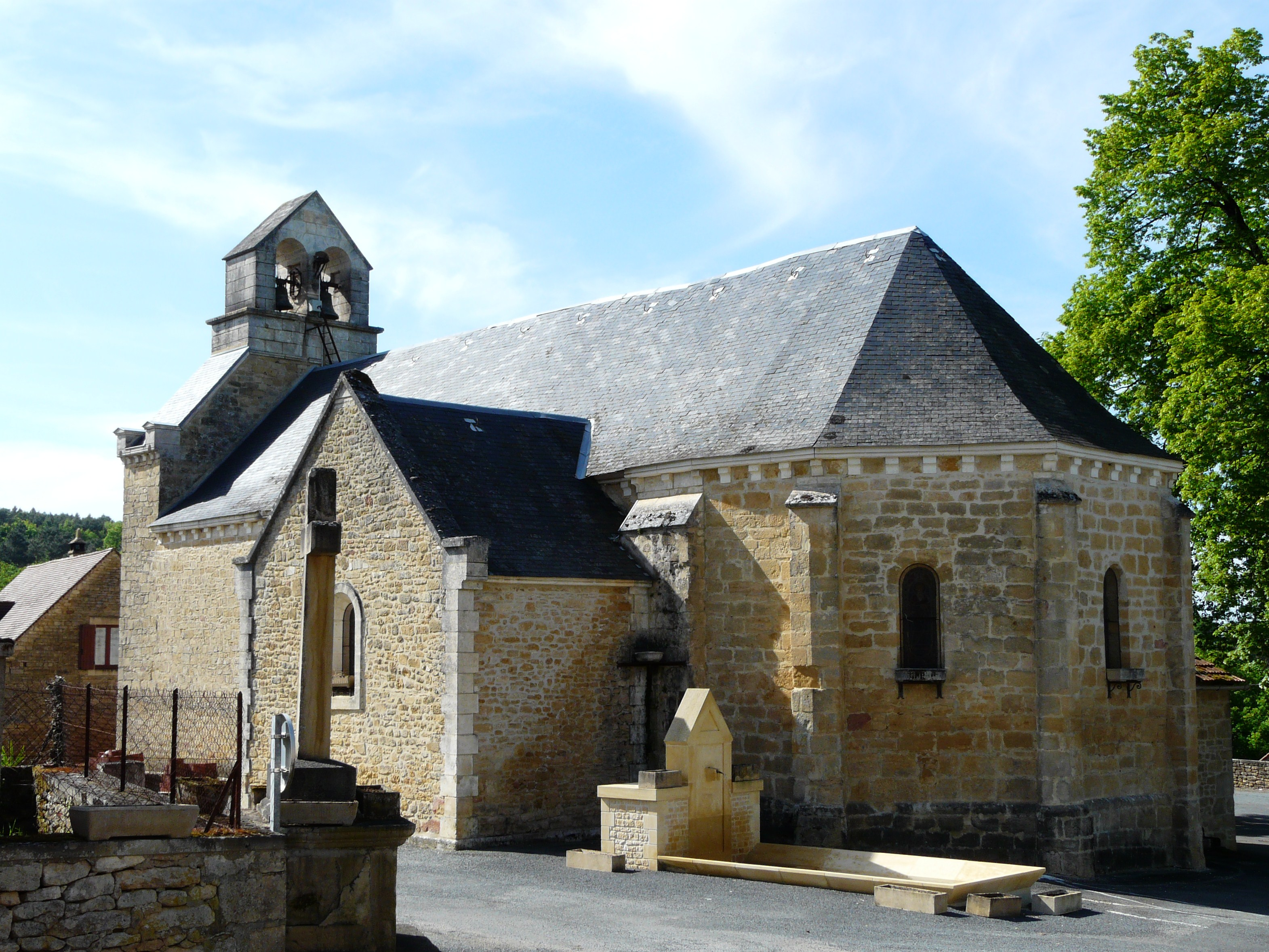
L'église Saint-Quentin.
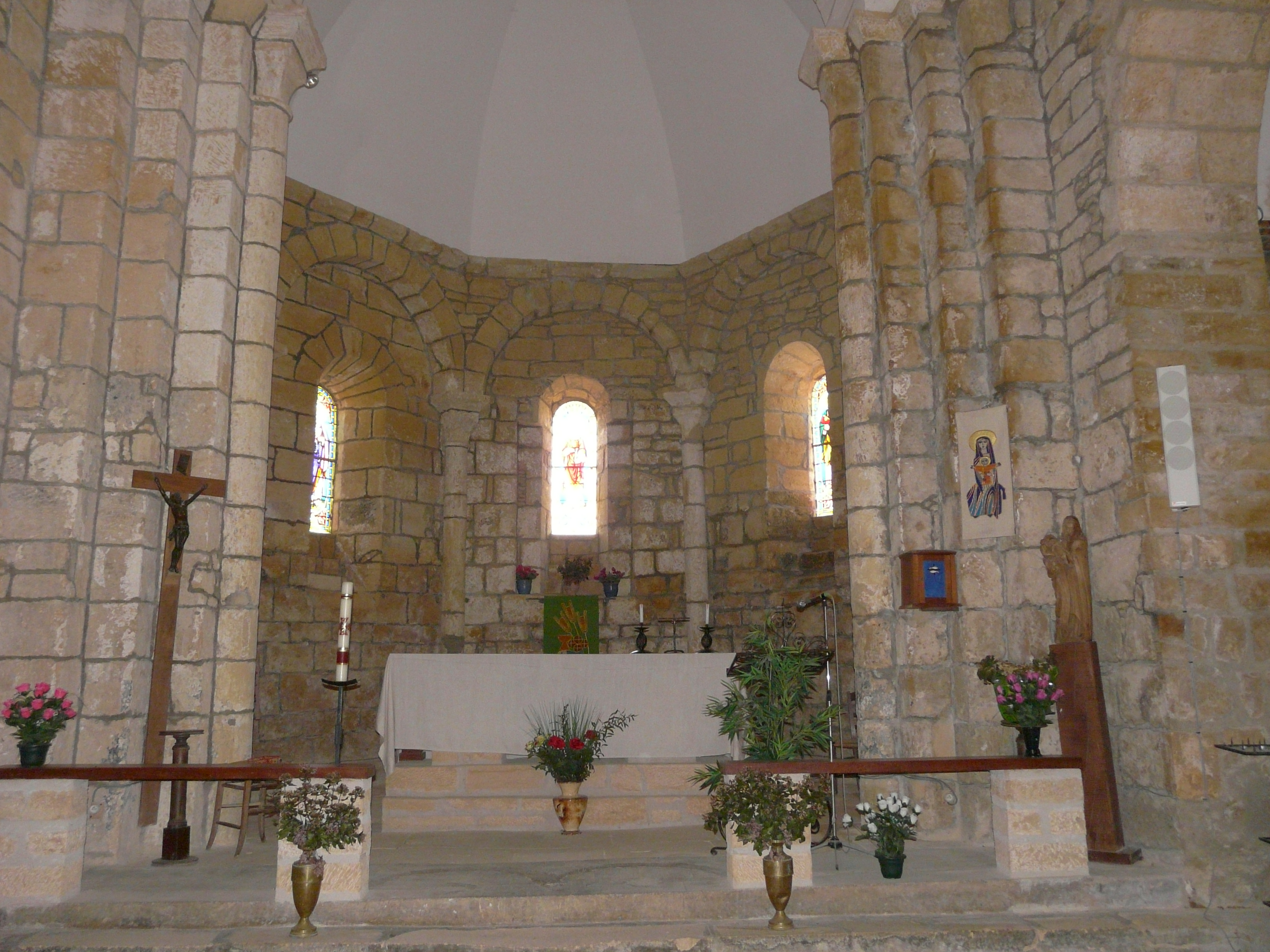
Le chœur roman de l'église Saint-Quentin.
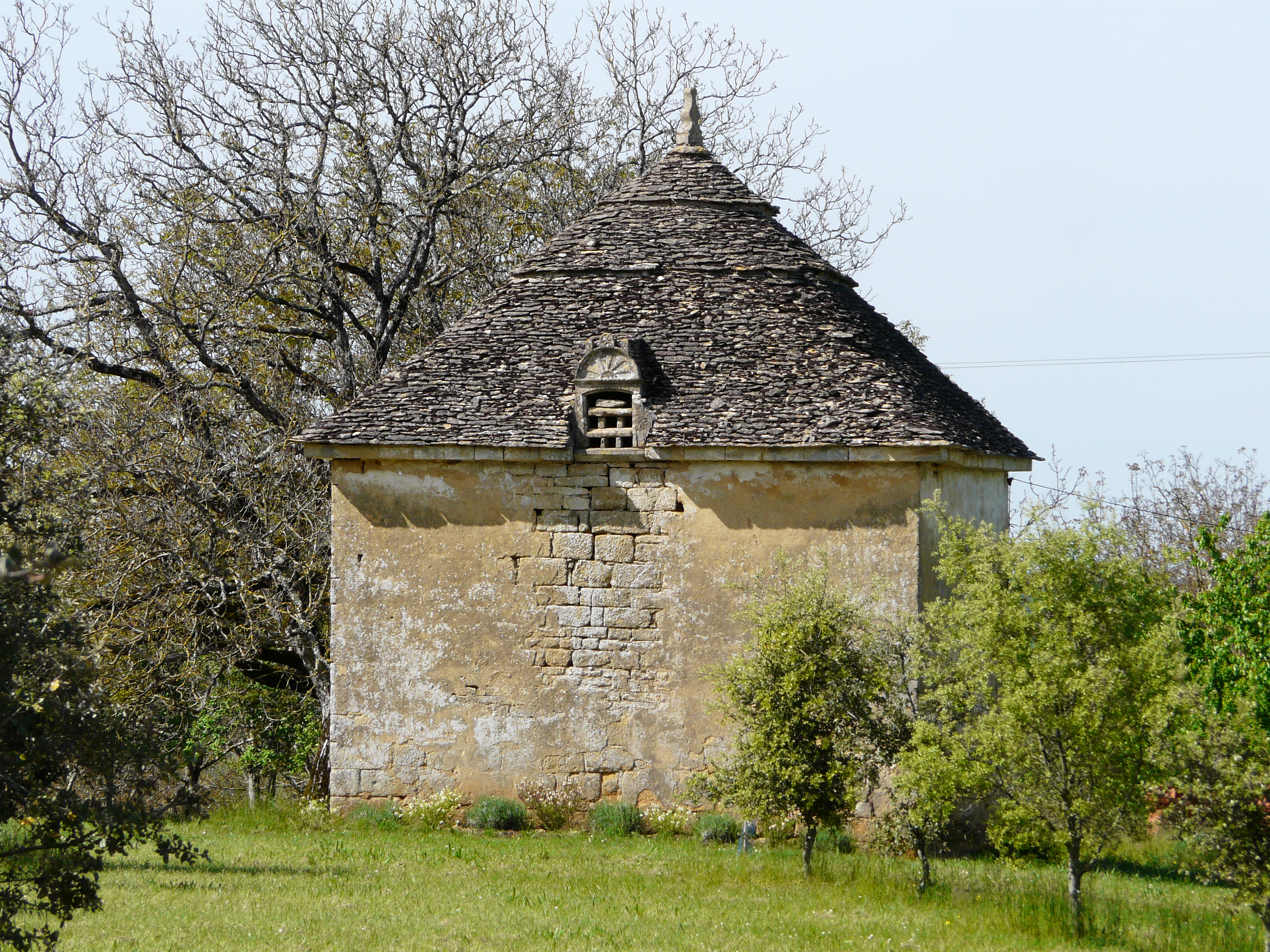
Pigeonnier dans le village de Marcillac.
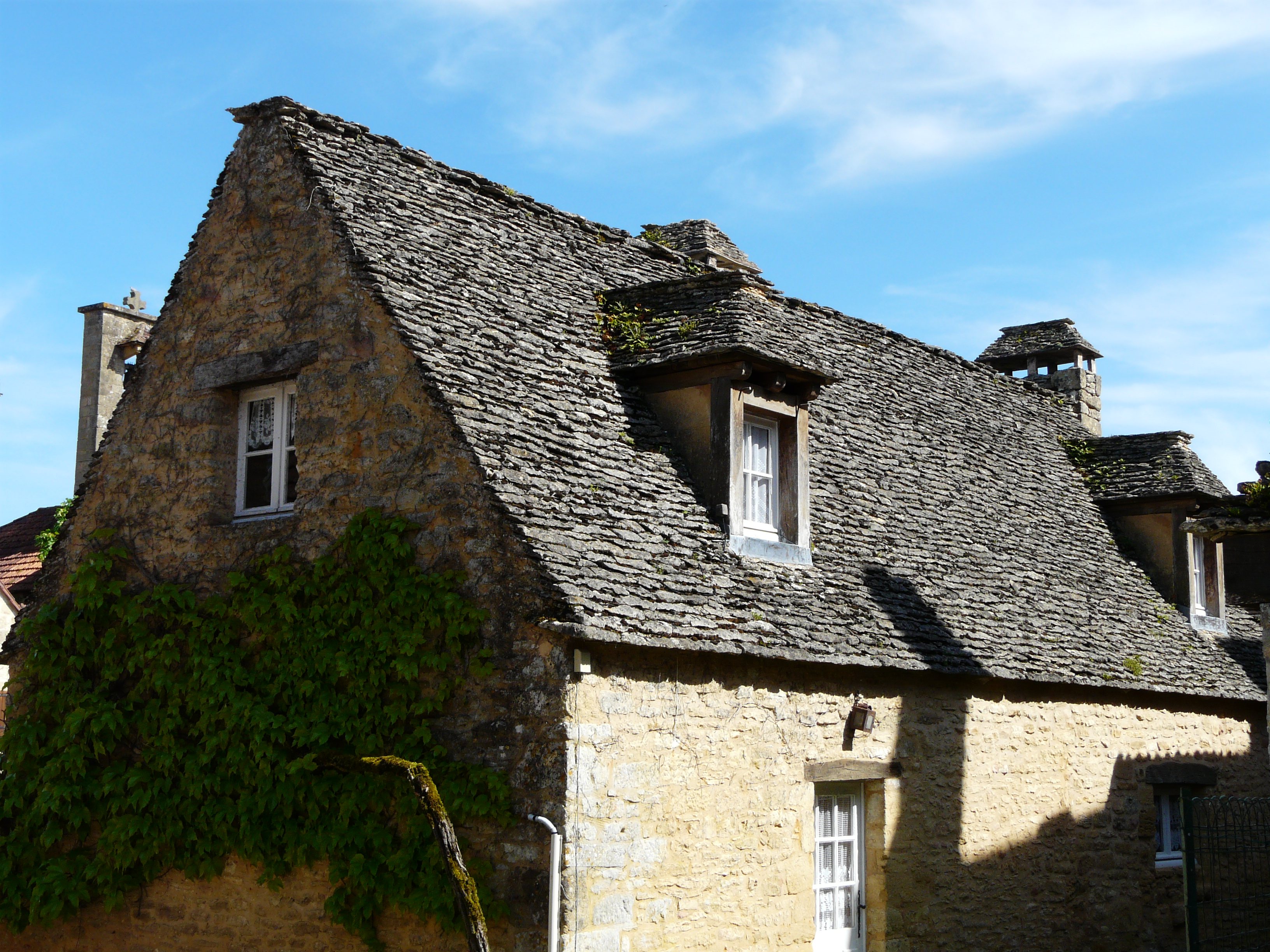
Maison avec toit en lauzes à Marcillac.

## Pour approfondir